# 毒参属
毒参属（学名：Conium）是伞形目伞形科下的一个属，为二年生草本植物。该属约有4种，毒参（Conium maculatum）为模式种，分布于欧洲、亚洲、北非和北美洲。